# Hermann August Weizenegger

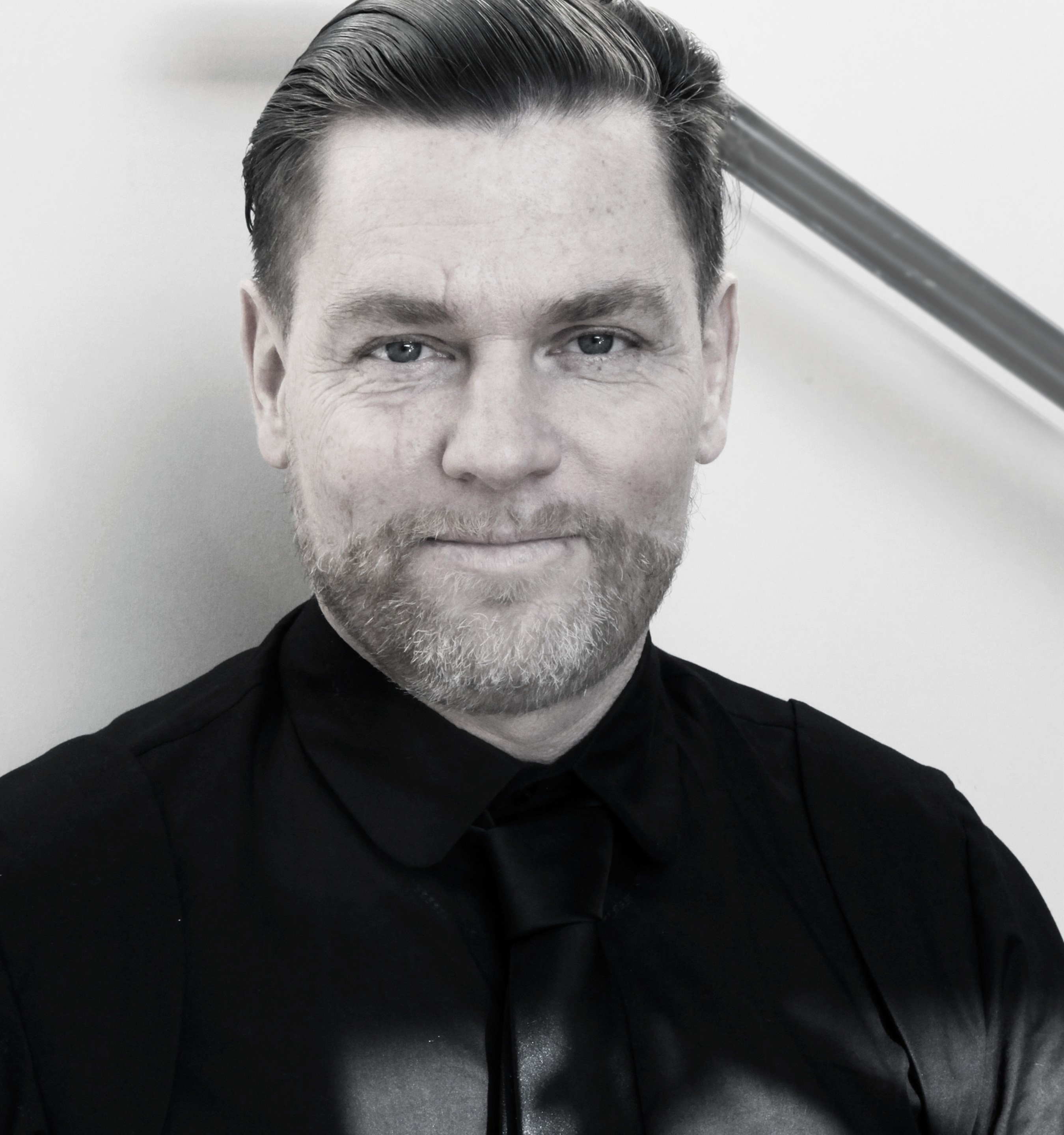
Hermann August Weizenegger (2014)

Hermann August Weizenegger (* 11. September 1963 in Kempten (Allgäu)) ist ein deutscher Industriedesigner und seit 2005 Professor für Industriedesign an der Fachhochschule Potsdam.

## Werdegang
Weizenegger studierte von 1987 bis 1992 Industriedesign an der Hochschule der Künste Berlin, unter anderem bei Hans Roericht. Anschließend war er ein Jahr als freier Mitarbeiter bei der Produktentwicklung Roericht in Ulm tätig. 1993 gründete er mit Oliver Vogt das Büro Vogt und Weizenegger in Berlin, das bis 2008 bestand.
Seit 2009 betreibt Weizenegger sein eigenes Atelier HAW. Er arbeitet unter anderem für Marken, wie pulpo, mawa Design, Porcelaingres, Theresienthal, ComTür, OUT (Objekte unserer Tage) und der Porzellanmanufaktur KPM Berlin.
Seit 2003 lehrt er an der Fachhochschule Potsdam, zunächst als Gastprofessor und seit 2005 als Professur für Industriedesign.
Weizenegger war Jurymitglied beim Design Recycling Preis und als Kurator u. a. beim Smart Future Mind Award, der Stadtarbeit der Vienna Designweek, beim DMY-Award 2014 oder dem I-love-Design-Award 2016. 2018 war er Jurymitglied bei der Handwerk + Form im Werkraum Bregenzerwald, Österreich.
Weizenegger ist eines der Gründungsmitglieder des Designmai (2003–2007), der Plattform für Berliner Design, an dessen inhaltlicher Ausrichtung und Organisation er fünf Jahre maßgeblich beteiligt war. 2019 war er gemeinsam mit den Professoren Ineke Hans (UdK Berlin) und Mark Braun (HBKsaar) sowie Katrin Krupka Mitbegründer der German Design Graduates Initiative.

## Werk
In der Bürogemeinschaft Vogt und Weizenegger entstand unter anderem das do-it-yourself-Möbelprojekt Blaupause oder der Sinterchair, der in mehreren Sammlungen vertreten ist, wie dem Vitra Design Museum, der Neuen Sammlung in München, dem Museum Marta Herford und dem Palais Schönborn in Wien. 2018 wurde der Stuhl auch als Miniatur in die Sammlung des Vitra Design Museums aufgenommen. Ein bekanntes Projekt ist das von ihnen kuratierte DIM–Die imaginäre Manufaktur in Zusammenarbeit mit der Blindenanstalt Berlin. Hier entstanden neue Produkte mit zahlreichen Designern wie u. a. Konstantin Grcic, Matali Crasset, Marti Guixé und Stephen Burks. Das Designerduo arbeitete für Marken, wie Möve, Authentics, Rosenthal, Häberlein & Mauerer, Intel, WMF/Auerhahn, Sony Music, Viag Interkom, Mandarina Duck, Sigg und der Blindenanstalt von Berlin. Die Hotellobby und Bar vom Ku´Damm 101 aus dem Jahr 2001 gilt als eine der Gestaltungsikonen der 2000er Jahre.
Weizeggers 2009 gegründetes Atelier HAW ist thematisch mit künstlerischen Projekten in Ausstellungen vertreten, mit Digital Couture (2009) in der Appel Design Gallery sowie in Gruppenausstellungen wie Vase vers Vases (2009) in der Designgalerie Helmrinderknecht in Berlin, Nullpunkt (2009) im Marta Herford, im Museum für Angewandte Kunst Köln in Köln mit Isn’t it romantic? (2012). Neben der Produktgestaltung arbeitete Weizenegger auch an interdisziplinären Projekten, wie der Roboterperformance Valse Automatique, die im Kunstraum MADE (2010) aufgeführt wurde.
Eine von Weizeneggers ersten öffentlichen Installationen war 2010 das Projekt Felsenland für den Berliner Technoclub Berghain. Aufsehen und Irritation erregte er mit dem Projekt Hotel Dresden, bei dem er ebenfalls 2010 zusammen mit Manufakturen an der Rekonstruktion eines Jugendstilinventars arbeitete, das in den Räumen der Berliner Kunstgalerie Haubrokshows gezeigt wurde. Neben dem Thema der Narration beschäftigten sich seine Atelierarbeiten mit der Frage der nachhaltigen und subversiven Serienproduktion, wie beim Projekt Merkwürdigkeiten des Sehens, einer umfangreichen Modekollektion für Damen und Herren. 2013 entstand in der Folge die zweite narrative Kollektion Der Prinz von Amundo, die unter anderem geschliffene Kristallglasobjekte der Glasmanufaktur Theresienthal und Seidenteppiche von Rug Star beinhaltet.
2011 kuratierte Weizenegger die Prototypenschau Black Box auf der Messe Qubique in Berlin. 2015 inszenierte er die Ausstellung Die falsche Blume für das Dresdner Kunstgewerbemuseum im Schloss Pillnitz. Im Jahr 2017 veröffentlichte er in Zusammenarbeit mit Sandra Pravica das Buch Design Kosmos, eine Sammlung seiner ersten zehn Projekte.
Das Kunstgewerbemuseum Berlin widmete Weizenegger 2020 eine von Claudia Banz kuratierte Einzelausstellung. Hierfür entwickelte Weizenegger 24 bühnenbildartige Interventionen, die sich als Skulpturen, Materialkompositionen und Objektinszenierungen wie ein Netz in der Dauerausstellung des Museums entfalteten.

## Ausstellungen (Auswahl)

### Einzelausstellungen
- 1996: Design and Identity. Aspects of European Design – Museum of Modern Art Louisiana, Louisiana, Dänemark
- 1997: Design and Identity – Museum of Decorative Arts and Design, Belgien
- 1998: Die Imaginäre Manufaktur – Blindenanstalt von Berlin
- 1998: The Jekyll and Hide Cabinet, mit Andrea Zittel – 1. Berlin Biennale, KW, Berlin
- 1998: Bewußt einfach – Vitra Design Museum, Weil am Rhein
- 1999: Children of Berlin – MoMA PS1, New York
- 1999: Die Imaginäre Manufaktur – Trico-Gallery, Tokyo
- 2001: DIM – 17. Int. Biennale Kortrijk, Kortrijk
- 2001: DIM – 40th Salone Internationale del Mobile Milano, Galleria Massimo di Carlo, Mailand
- 2003: Berlin Flag Update – Designmai, Rotes Rathaus, Berlin
- 2003: Design Berlin! – Designmai, Vitra Design Museum Berlin
- 2006: V + W Design Matrix – MARTa Herford, Herford
- 2010: Hotel Dresden – Houbrokshows
- 2010: Felsenland – Berghain, Berlin
- 2010: Valse Automatique – Made, Berlin
- 2013: Der Prinz von Amundo – Quartier 206, Berlin
- 2013: Merkwürdigkeiten des Sehens – Quartier 206, Berlin
- 2014: Kosmos – Limited Edition Design Gallery, Hamburg
- 2015: Die falsche Blume – Kunstgewerbemuseum Dresden, Schloss Pillnitz, Dresden[15]
- 2017: Design Kosmos – Direktorenhaus, Museum für Kunst, Handwerk und Design, Berlin[16]
- 2020–2021: Atmoism – Gestaltete Atmosphären – Kunstgewerbemuseum Berlin, Berlin

### Ausstellungsbeteiligungen
- 2009: Installation „Muse“ – Nullpunkt, Marta Herford, Herford
- 2009: Vase „Chop“ – Vase vs. Vases, Helmrinderknecht, Berlin
- 2009: Skulptur „Pump Virus“ – Solebox, Reebok Gallery, Berlin
- 2010: Stuhl „Erosio, Chop“ – Nachbarn. Designbiennale Kortrijk, Kortrijk, Belgien / Designbiennale Saint Etienne, Saint Etienne, Frankreich
- 2011: Stuhl „Erosio“ – BioMorph, Vitra Design Museum, Weil am Rhein
- 2011: Stuhl „Protoype Chair“ – Black Box – Qubique Messe, Berlin
- 2012: Leuchte „Botanica“ – Edition 1.0 von Helmrinderknecht, Infinite Loop, Vienna Design Week, Wien
- 2012: Installation „Olympia Utopia“ – Instant Stories – Ventura Lambrate, Mailand
- 2012: Teppich „Ocean“ – Isn´t it romantic?, Museum für Angewandte Kunst Köln, Köln
- 2013: Glaskollektion „Die Pagoden von Amundo“ – Berlin 2.0, S. Bensimon Galerie, Paris
- 2013: Installation „High tech spin around Theresienthal“ – DMY / Refugium Berlin, Berlin
- 2014: Glasdosen „Aden“ – Design aus Berlin, Designmeile Berlin, Stilwerk, Berlin
- 2014: Leuchte „Botanica“ – Gathering von Li Edelkoort, Design Museum Holon, Holon, Israel
- 2020: Stuhl „Sinterchair“ – Mixed Zone, Dialoge zwischen Kunst und Design – Neues Museum, Nürnberg[17]
- 2021: Intervention „Die Verwandlung“ – „Nouveautés – Kunstschule und Spitzenindustrie in Plauen“, Kunstgewerbemuseum Dresden, Schloss Pillnitz, Dresden

## Auszeichnungen
Die Glasresultate aus Weizeneggers zweijähriger Zusammenarbeit mit der Glasmanufaktur Theresienthal wurden 2013 mit dem 1. Preis für Angewandte Kunst für hervorragende Leistungen zum Thema Glas von der Zeughausmesse Berlin prämiert. 2017 wurde er vom Rat für Formgebung zu dem Best of German Interior Design nominiert. 2017 wurde er vom Rat für Formgebung zu dem „Best of German Interior Design“ nominiert, als einer der 50 renommiertesten deutschen Designer. Die Produktentwicklung „porto – ein Hängeleuchtensystem“ mit dem Brandenburger Leuchtenhersteller mawa design wurde mit dem Designpreis Brandenburg 2021 „Preisträger in der Kategorie Produktdesign“ ausgezeichnet.

## Designpreise
- 1994: Grand Jury des DDC – Designer bewerten Design, Blaupause
- 1994: Roter Punkt für „Hohe Designqualität“ – D-light, Design Zentrum Nordrhein-Westfalen
- 1995: Heinz Glas Flakon Wettbewerb – Sonderpreis, Berlin
- 1996: Roter Punkt für „Hohe Designqualität“ – Infinity, Design Zentrum Nordrhein-Westfalen
- 1996: Svedex Türenwettbewerb – 2. Preis, München
- 1999: IF Preis-Industrie Forum Design Pure Glass – Hannover
- 1999: Roter Punkt für „Hohe Designqualität“ für Pure Glass – Design Zentrum Nordrhein-Westfalen
- 1999: Roter Punkt für „Hohe Designqualität“ – Monobag – Design Zentrum Nordrhein-Westfalen
- 1999: Design Plus für Pure Glass, Frankfurt
- 2000: Form für Pulp, Frankfurt
- 2000: Award for the best new produkt – New York Home Textil Show – Möve Badaccessoires – New York
- 2001: IF Preis Hannover für die „going to the beach“ Kollektion von MÖVE, Hannover
- 2001: Design Plus für Sweetcase – Frankfurt
- 2002: Roter Punkt für „Hohe Designqualität“ für Four Star – Design Zentrum Nordrhein-Westfalen
- 2007: Interzum Award 2007 für „Hohe Produktqualität“ – Jungwerk Möbelrollen – Köln
- 2008: Roter Punkt für „Hohe Designqualität“ – Jungwerk Möbelrollen – Design Zentrum Nordrhein-Westfalen
- 2014: Pagoden von Amundo – Frankfurt
- German Design Award – Special Mention
- 2013: Zeughaus Messe – Modern Craft – Erster Preis für Angewandte Kunst 2013 für hervorragende Leistungen im Thema GLAS – Berlin
- 2021: Design Brandenburg 2021 – Preisträger in der Kategorie Produktdesign – porto Leuchtensystem, eine Produktentwicklung mit mawa design

## Sammlungen
- Die Neue Sammlung, München: Recycling Kunststoff Stuhl „X-Chair“
- Kunstgewerbemuseum Berlin: Recycling Kunststoff Stuhl „X-Chair“, Schale „Meteor“, Schmuckdose „Lightbrick“, Wirkteppich, „Brut“, Keramikbodenvase „Bit“, Glascontainer „Church“
- Sammlung Maurer Design Collection, Zürich: „X-Chair – Nr° 1“, Recyclingkunstsoffstuhl „X-Chair“
- Kunstgewerbe Museum Dresden: Glasdosen „Aden“, Glasserie „Pagoden von Amundo“, Blume „Flussteufel“, Blume „Lore“, Vase „Flussgeist“, Bauernstuhl „Erz“, Teller „Loremuster“
- Deutschen Hygiene-Museum, Dresden: Stuhl „(C)hair“
- FNAC, Fonds national d’art contemporain, Paris: Blaupause, Arbeitsmöbel „Brut“, Glaskollektion „pure Glass“, Porzellankollektion „Unit“
- MARTa Museum Sammlung, Herford: Arbeiten von V+W
- Vitra Design Museum, Weil am Rhein: „Sinterchair“